# Bodenmais
Bodenmais är en köping (Markt) i Landkreis Regen i Regierungsbezirk Niederbayern i förbundslandet Bayern i Tyskland.